# チャン・フイ・リエウ
チャン・フイ・リエウ （Trần Huy Liệu、漢字: 陳輝燎、1901年11月5日 - 1969年7月28日）はベトナムの革命家・歴史学者・ジャーナリスト。ベトナム歴科学会（Hội Khoa học Lịch sử Việt Nam）初代主席、東ドイツ科学アカデミー会員。

## 履歴と事績
ナムディン省ヴバン県のヴァンカット村の生まれ。ナムキェウ（Nam Kiều）をはじめ、ドウナム（Đẩu Nam）、ハイカイン（Hải Khánh）、コイヴィ（Côi Vị）、オム・ハン・キエム・ブット（Ẩm Hân Kiếm Bút）など多くの筆名を使用している。
少年時代からナムディンやハノイでブイ・チン・キエム（Bùi Trình Khiêm）の下で学んだ。1924年以降、南部に行き『農賈茗談』誌（Nông cổ mín đàm）や『夜明け』誌（Rạng đông）で働き、『東法時報』紙（Đông Pháp thời báo, Le Courrier Indochinois）で主筆を務めた。
1927年6月、彼は各種愛国組織に属したことを理由に逮捕・投獄された。1928年に強国書社を設立して愛国精神を鼓舞し大衆を啓蒙する書籍を出版した。
その年、彼はベトナム国民党に入党し、南部での党組織を作った。1928年8月頃にフランスに逮捕され、5年間のコンダオ（Poulo Condor）への流罪判決が下された。収監中に共産主義者との接触を通じて共産主義思想を受け入れ、国民党を離脱して共産党員となった。
1935年、釈放されて北部へと追放された。1936年以降にインドシナ共産党に入ることとなり、積極的に活動した。1939年10月、再び逮捕されてソンラ（Sơn La）、バーヴァン（Bá Vân）、ギアロー（Nghĩa Lộ）に収監された。1945年3月にギアロ監獄破壊に参加して脱獄し、ハノイに戻って革命工作を行った。
1945年8月、タンチャオでの国民大会に参加し、民族解放委員会副主席に選ばれ、臨時政府の宣伝相となった。1945年8月30日選ばれてグエン・ルオン・バン（Nguyễn Lương Bằng）、クー・フイ・カン（Cù Huy Cận）とともにフエに赴き、バオダイ帝の退位を取り仕切った。その後、彼は軍事委員会政治局長、ベトミン総部書記、救国文学者会主席などを務めた。
1953年からは学術研究へと転じ、党中央直属の文史地研究班班長となり、さらに史学院の院長やベトナム社会科学委員会副主任などを務めた。
1969年7月28日、ハノイで死去。68歳没。

## 主な著作
1. Một bầu tâm sự (気持ち、1927)
2. Ngòi bút sắc (鋭い筆先、1927)
3. Hiến thân vì nước (国への献身、1928)
4. Ngục trung kí sự (獄中記事、1927)
5. Anh hùng yêu nước (愛国英雄、1928)
6. Câu chuyện chung (たわいもない話、1928)
7. Thái Nguyên khởi nghĩa （タイグエン蜂起）
8. Ba người anh kiệt nước Ý （イタリアの三英傑）
9. Thuốc chữa viêm xoang